# Nazareth, Teopisca
Nazareth är en ort i Mexiko.   Den ligger i kommunen Teopisca och delstaten Chiapas, i den sydöstra delen av landet, 800 km öster om huvudstaden Mexico City. Nazareth ligger 2 189 meter över havet och antalet invånare är 234.
Terrängen runt Nazareth är kuperad åt nordost, men åt sydväst är den bergig. Runt Nazareth är det ganska tätbefolkat, med 104 invånare per kvadratkilometer. Närmaste större samhälle är San Cristóbal de las Casas, 18,7 km nordväst om Nazareth. I omgivningarna runt Nazareth växer huvudsakligen savannskog.